# Monolatrizmus
A monolatrizmus vagy monolátria (a görög μόνος (monosz) = egy, és λατρεία (latreia) = imádat szavakból) hit a sok isten létezésében, de csak egy isten következetes imádatával. A kifejezést Julius Wellhausen német Biblia-tudós használta először.
Az ókori vallásokban gyakori hiedelem volt, hogy minden népnek megvan a maga egy istene, amelyet imádnia kell. Saját istenén kívül tehát a többi nép istene is reális létező.
Ilyen jellegű volt kezdeti szakaszában az ótestamentumi zsidó vallás is. 
Az ókori Egyiptomban Ehnaton (Kr. e. 14. század), a XVIII. dinasztia egyik fáraója szorította háttérbe a többi isten tiszteletét és az egyistenhit bevezetésére tett kísérletet, Aton, a legfőbb isten kultuszának kizárólagossá tételére.